# Principat de Txernígov

Sello de Oleg I de Txernígov. 1094

El Principat de Txernígov (rus: Черниговское княжествоTxernigovskoe kniajestvo) o Principat de Txerníhiv (ucraïnès: Чернігівське князівствоTxernihivske kniazivstvo) és un dels principats que formaven la Rus de Kíev, entre el segle xi i el segle xiii i que va subsistir fins al segle xvi. Es trobava en territoris de la riba esquerra del Dnièper i formava part de les conques del riu Desnà i del Seym.
El principat estava poblat per severians i en part per polans. Més tard el principat s'estengué fins a les terres dels clans radimitxes, viatitxes i dregovitxes. La seva capital era la ciutat de Txerníhiv o Txernígov, on el príncep Mstislav de Txernígov feu construir l'Església de la Transfiguració el 1033. Els altres llogarrets d'importància eren Nóvhorod-Síverskyi, Starodub, Briansk, Putyvl, Kursk, Liubetx, Hlúkhiv, Txatxersk i Hómiel.
La influència del principat s'estenia al nord, fins a les terres de Múrom i de Riazan, i també cap al sud-est al límit del principat de Tmutarakan.

## Història

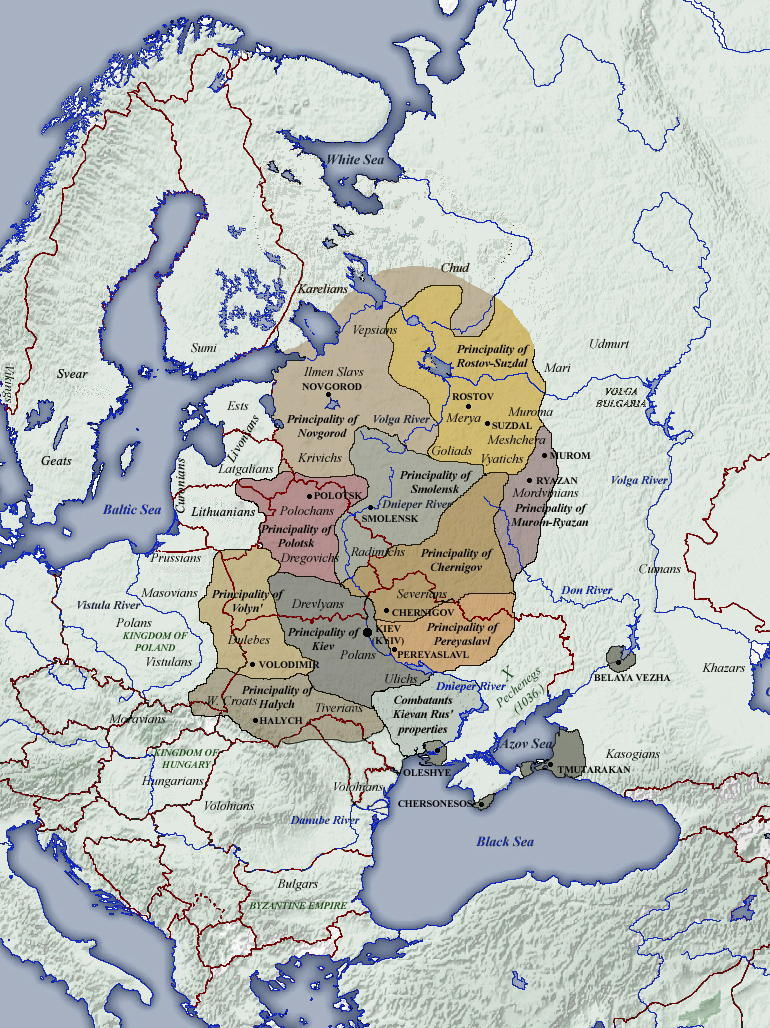
Mapa dels començaments de la Rus de Kíev

La ciutat de Txerníhiv és mencionada el 907, amb ocasió d'un tractat de pau entre el príncep Oleg i l'Imperi Romà d'Orient. És la segona ciutat en importància darrere Kíev.
Segons la Crònica Primària del segle xi, el poder es trobava a les mans de caps de clans de les tribus locals, i dels voivodes originaris de Kíev, que prengueren el títol de príncep, comissionats pel gran príncep de Kíev, per recaptar impostos, impartir justícia i defensar els territori dels seus enemics, en particular dels nòmades de l'estepa. Entre 1024 i 1036, el principat fou governat per un dels fills de Vladimir el Gran, Mstislav de Txernígov, que feu de Txerníhiv, una de les ciutats més importants de la Rússia kieviana. A la seva mort el 1036, Txernígov passà a estar sota la sobirania feudal del principat de Kíev. Després de Iaroslav el Savi, el principat passà a Sviatoslav II, que fundà la branca dels rúrikides de Txernígov.
Una guerra fratricida oposà els partidaris dels fills de Sviatoslav i Vsèvolod per la successió. El conflicte finalitzà amb la decisió de Liúbetx el 1097, segons el qual els fills de Sviatoslav, Oleg i David conservaren i obtingueren per a llurs descendents el principat. Aquest adquirí des de llavors un cert grau d'autonomia. La descendència de David s'extingí el 1166. La branca menor d'Oleg és representada més tard amb els prínceps Oleg Sviatoslàvitx (1137-1180), príncep de Nóvgorod-Severski, i Ígor Sviatoslàvitx (1151-1202).
Tanmateix, el principat es dividí llavors en tres herències, ja que la successió en primogenitura no existia. Es tractava de les terres de Txernígov, de Nóvgorod-Sérverski i de Múrom-Riazan. Aquesta última fou reivindicada més tard pel principat de Vladímir.
Després de la mort de Miquel de Txernígov el 1246, les herències de Txernígov es reforçaren amb diversos territoris i la capital de fet esdevingué Briansk, ja que Txernígov fou devastada per la invasió mongol-tàtare. Altres herències dividiren encara el principat al segle xiv, que contemplà l'aparició dels prínceps Mossalski, Volkonski,Mixetski, Zvenigorodski, etc. al capdavant de petits principats. Briansk fou presa el 1356 pel Gran Duc de Lituània, Olgierd, i el principat perdé la seva autonomia, excepte alguns territoris que acabaren caient sota la sobirania de Lituània el 1401. Fou la fi del principat de Txernígov. Formarà part del Gran Ducat de Moscou el 1503, i posteriorment, després d'un segle de sobirania feudal polonesa, de l'Imperi Rus un segle més tard.